# Bohuslav Mráz
Bohuslav Mráz (10. prosince 1920 Bořetín – 7. října 1944 Krahule) byl český vojenský letec, plukovník letectva in memoriam. Do armády vstoupil 14. ledna 1939 ve Francii, poté byl členem 312. perutě britského letectva RAF a příslušníkem 1. československého stíhacího pluku. V hodnosti rotmistra padl během slovenského národního povstání, když byl sestřelen při útoku na pozemní cíle. Je po něm pojmenována ulice Plukovníka Mráze v Praze-Hostivaři, v této městské části je i pohřben.